# Jack Schwartzman
Jack Schwartzman (ur. 22 lipca 1932 w Nowym Jorku, zm. 15 czerwca 1994 w Los Angeles) – amerykański producent filmowy. Mąż aktorki Talii Shire.

## Kariera
Jack Schwartzman pracował w przemyśle filmowym. Był producentem m.in. filmu z 1983 roku, Nigdy nie mów nigdy - film o przygodach Jamesa Bonda w Seanem Connerym w roli głównej, Rad w 1986 roku z Billem Allenem.

## Życie prywatne
Był dwukrotnie żonaty. Z pierwszego małżeństwa ma dwójkę dzieci: Johna i Stephanie Schwartzmanów. Drugą żoną Schwartzmana była aktorka Talia Shire, córka Carmine'a Coppoli - siostra znanego reżysera Francisa Ford Coppoli, z którą był w związku małżeńskim w latach 1980-1994. Małżeństwo doczekało się razem dwóch synów: Jasona i Roberta.
Brat Jacka Schwartzmana, Leonard Schwartzman, jest emerytowanym lekarzem, który pisze książki o naturze życia i śmierci.

## Śmierć
Jack Schwartzman zmarł 15 czerwca 1994 roku w Los Angeles na raka trzustki w wieku 61 lat.